# Ljubica Luković
Ljubica Luković, właśc. Ljubica Avramović, cyr. Љубица Луковић (ur. 1858 w Belgradzie, zm. 11 lutego 1915 w Valjevie) – serbska nauczycielka, tłumaczka, pielęgniarka, działaczka feministyczna.

## Życiorys
Urodziła się w Belgradzie, jako jedna z czwórki dzieci filologa i tłumacza Jeftimija Avramovicia. Uczęszczała do elitarnej szkoły dla dziewcząt w Belgradzie, a po jej ukończeniu uzyskała uprawnienia do wykonywania zawodu nauczycielki. Podjęła naukę w szkole, a jednocześnie zajmowała się tłumaczeniem literatury francuskiej na język serbski. W tym czasie publikowała artykuły w czasopismach  „Домаћица” i „Босанска вила” (pod pseudonimem Etinecelle), w których opowiadała się za powszechną edukacją dla kobiet.
W 1875 Avramović zaangażowała się w działalność Belgradzkiego Stowarzyszenia Kobiet, działającego pod patronatem księżnej Natalii Obrenović. Zajmowała się w tym czasie organizacją pomocy charytatywnej dla kobiet z ubogich rodzin. Dwa lata później poślubiła młodego oficera wojsk inżynieryjnych armii serbskiej Stevana Lukovicia i przyjęła jego nazwisko. Małżeństwo było bezdzietne.
Po wybuchu wojny serbsko-tureckiej w 1878, Stowarzyszenie zaangażowało się w tworzenie szpitali wojskowych, a Ljubica pracowała w jednym z nich jako pielęgniarka. Po wojnie zaangażowała się w tworzenie nowej szkoły dla dziewcząt. W 1899 w Belgradzie powstało Stowarzyszenie Księżnej Ljubicy, a Ljubica Luković objęła w nim stanowisko wiceprzewodniczącej, zajmując się zbieraniem funduszy na działalność charytatywną. Po zamachu stanu w Belgradzie w 1903, Ljubica przystąpiła do Kręgu Serbskich Sióstr, zajmując się organizacją pomocy dla osób prześladowanych i pokrzywdzonych. Po rezygnacji Savki Subotić, w 1905 Ljubica Luković stanęła na czele organizacji. Od 1906 organizacja wydawała pismo Wardar, które dokumentowało działalność organizacji, a także publikowało pieśni i opowiadania. W tym czasie Luković zaangażowała się w organizowanie kursów dla pielęgniarek. Absolwentki kursów miały znaleźć zatrudnienie w szpitalu, który z inicjatywy Luković miał powstać w belgradzkiej dzielnicy Vračar. Dzięki akcji pozyskiwania środków od przedstawicielstw dyplomatycznych działających w Serbii i od prywatnych donatorów udało się w 1912 uruchomić szpital ze 140 łóżkami.
W czasie I wojny bałkańskiej Luković pracowała w szpitalu, zajmując się ofiarami wojny. Z czasem zajęła się organizowaniem pomocy żywnościowej dla osób poszkodowanych w wyniku działań wojennych. Po wybuchu I wojny światowej podróżowała po kraju zbierając fundusze na organizację nowego szpitala. W styczniu 1915 wyjechała z Nisza do Valjeva, gdzie miała zająć się rozdziałem brytyjskiej pomocy humanitarnej. W czasie pobytu w Valjevie zaraziła się tyfusem i zmarła w szpitalu 11 lutego 1915. Na prośbę rodziny jej ciało przewieziono do Niszu, gdzie została pochowana.
22 lutego 1925 została pośmiertnie odznaczone Medalem Florence Nightingale. Imię Ljubicy Luković nosi ulica w belgradzkiej dzielnicy Zvezdara.